# David Bamber
David James Bamber (ur. 19 września 1954 w Walkden) – brytyjski aktor teatralny, filmowy i telewizyjny.

## Życiorys

### Wczesne lata
Urodził się w Walkden. We wrześniu 1973 w Manchester Youth Theatre grał Pandarosa w przedstawieniu Troilus i Kresyda. Kształcił się na University of Bristol, następnie w Royal Academy of Dramatic Art. W 1979 otrzymał złoty medal przyznany przez tę akademię.

### Kariera
Pracował przy wielu brytyjskich serialach telewizyjnych, miniserialach i filmach telewizyjnych. Wystąpił w adaptacjach BBC, w tym BBC Two Budda z przedmieścia (1993) według powieści Hanifa Kureishi jako Shadwel u boku Naveena Andrewsa i Brendy Blethyn oraz BBC One Duma i uprzedzenie (1995) na podstawie powieści Jane Austen jako pan Collins. Większą rozpoznawalność przyniosła mu rola Cycerona w wyprodukowanym przez BBC i HBO serialu Rzym (2005). W dramacie historycznym Bryana Singera Walkirii (2008) z udziałem Toma Cruise’a wcielił się w postać Adolfa Hitlera.
Regularnie gra także w przedstawieniach teatralnych. W 1995 otrzymał nagrodę Laurence Olivier Award dla najlepszego aktora za rolę Guya w sztuce My Night with Reg, którą powtórzył w adaptacji telewizyjnej BBC w 1996 w reżyserii Rogera Michella z Kennethem MacDonaldem. Jego role jako aktora głosowego obejmują cesarza Konstantego w słuchowisku z cyklu Doktor Who pt. The Council of Nicaea (2005) oraz Jeremy’ego Longstaffa w serialu radiowym The Way We Live Right Now.

## Życie prywatne
W 1982 ożenił się z aktorką Julią Swift. Mają dwóch synów: Thea (ur. 1991) i Ethana (ur. 1998).

## Wybrana filmografia

### Filmy
- 1992: Rok komety jako Albert
- 2002: Tożsamość Bourne’a jako urzędnik konsulatu
- 2002: Gangi Nowego Jorku jako pasażer
- 2006: Miss Potter jako Fruing Warne
- 2008: Walkiria jako Adolf Hitler
- 2010: Jak zostać królem jako dyrektor teatru
- 2015: Christmas Eve jako Walt
- 2017: Czas mroku jako admirał Ramsey

### Seriale TV
- 1995: Duma i uprzedzenie jako pan Collins
- 2005: Rzym jako Cyceron
- 2006: Morderstwa w Midsomer jako John Starkey
- 2007: Doktor Martin jako wikariusz
- 2007: Nowe triki jako Dale Newson
- 2011: Rodzina Borgiów jako Theo
- 2016: Wiktoria jako książę Sussex
- 2006: Morderstwa w Midsomer jako Daniel Fargo
- 2017: Spisek prochowy jako hrabia Northumberland
- 2018: Milczący świadek jako Brian Hawke
- 2018: Skandal w angielskim stylu jako Arthur Gore